# Сновидні пошуки незвіданого Кадата
«Сновидні пошуки незвіданого Кадата» (англ.The Dream-Quest of Unknown Kadath) — повість американського письменника Г. Ф. Лавкрафта. Почата, ймовірно, восени 1926 року, чернетка була завершена 22 січня 1927 року і залишилася не переглянутою та неопублікованою за його життя. Це водночас і найдовша з історій, які складають його Цикл Снів (англ. Dream Cycle), і найдовший твір Лавкрафта, де головним героєм є Рендольф Картер. Разом із його романом 1927 року «Справа Чарльза Декстера Ворда» повість можна вважати одним зі значних досягнень того періоду творчості Лавкрафта. Вона поєднує елементи жахів і фентезі в епічну історію, яка ілюструє масштаб і дивовижну здатність людства мріяти . Наразі її опубліковано видавництвом Ballantine Books в антології, яка також включає «Срібний ключ» і «Крізь браму срібного ключа». Остаточна версія з виправленим С. Т. Джоші текстом опублікована Arkham House у збірці At the Mountains of Madness and Other Novels та видавництвом Penguin Classics у збірці The Dreams in the Witch-House and Other Weird Stories.

## Сюжет
Уві сні Рендольф Картер бачить величне місто, але не може наблизитися до нього. Після того, як він втретє побачив це місто уві сні, він молиться богам сну, щоб вони розкрили місцезнаходження міста, але потім воно взагалі зникає з його снів. Безстрашний Картер вирішує особисто благати богів на Кадаті, горі, на вершині якої живуть боги снів. Уві сні Картер радиться зі священниками в храмі, що межує зі світом снів. Вони кажуть Картеру, що ніхто не знає місцезнаходження Кадата, і попереджають його про велику небезпеку, якщо він продовжить свої пошуки, щоб дістатися до міста, і припускають, що боги навмисно перервали його видіння.
Знання Картером звичаїв і мов світу снів робить його пошуки порівняно менш ризикованими, ніж якби їх здійснювала недосвідчена особа, але він повинен просити порад у сутностей, що мають небезпечну репутацію. Зуґи, раса хижих гризунів, направляють його до Ултара, щоб знайти священника Атала. У населеному великою кількістю котів місті Ултар Атал розповідає йому про величезні лики богів, вирізьблені на гірському схилі.
Картер усвідомлює, що смертні нащадки богів матимуть такі ж самі риси та, ймовірно, мешкатимуть поблизу Кадату. Коли Картер шукає шлях туди, його викрадають работорговці в тюрбанах, які відвозять його на Місяць і доставляють жахливим місячним істотам, слугам лихого бога Ньярлатотепа. Коти Ултара, союзники Картера, рятують його і повертають до портового міста.
Після довгої подорожі Картер знаходить різьблення, впізнавши риси богів в обличчях торговців, які причалювали до Селефаїса. Перш ніж він встигає застосувати свої знання, безликі крилаті істоти, які називаються нічвидами, захоплюють його в полон та залишають помирати в підземному світі. Дружні до Картера упирі, включно з його другом Річардом Пікманом, допомагають йому повернутися на поверхню, пробираючись через жахливе місто людожерів гуґів. Після того, як Картер допомагає котам відбити таємн заплановану атаку зуґів, він оплачує проїзд до Селефаїса та дізнається від моряків, що торговці походять з Інґанока, холодної та темної країни, де немає котів.
Картер зустрічає короля Селефаїса – свого друга Куранеса, який став постійним мешканцем світу снів після своєї смерті наяву. 
Тужачи за домівкою, він наснив, щоб частини його королівства були схожі на рідний Корнуолл. Куранес добре знає про небезпеки світу снів, але йому не вдається відмовити Картера від його пошуків. Під виглядом бажання знайти роботу в каменоломнях Інґанока, Картер сідає на корабель, що прямує до цього міста.
Коли вони наближаються, Картер помічає безіменний острів, з якого чутно дивне виття.
На вершині біля каменоломні Картер потрапляє в полон до купця, з яким він вже зустрічався раніше. Жахливі птахи відносять їх на плато Ленґ, величезне плоскогір’я, населене схожими на бога Пана рогатими гуманоїдами.
Картера привозять до монастиря, де живе жахливий Верховний жрець, якого годі описати. Там Картер дізнається, що мешканці Ленґа — це рабовласники, які захопили його, і вони носять тюрбани для того, щоб приховати свої роги. Він також дізнається, що нічвиди служать не Ньярлатотепу, як прийнято вважати, а Ноденсу, і що навіть земні боги бояться їх. Картер з жахом відсахується, усвідомивши, ким насправді є верховний жрець у масці, і тікає коридорами, схожими на лабіринти, блукаючи монастирем у непроглядній темряві, поки не натрапляє на вихід.
Врятувавши кількох упирів від мешканців Ленґа, Картер разом з підкріпленням упирів атакує форпост місячних потвор на безіменній скелі. У сусідньому місті Картер домовляється про послуги зграї нічвидів,  які мають перенести його та упирів до замку богів на Кадаті. Після довгого перельоту Картер прибуває до Кадату, але виявляє, що там нікого немає. Прибуває велика процесія на чолі з чоловіком, схожим на фараона. Фараон представляється Ньярлатотепом і каже Картеру, що місто його снів – це спогади дитинства про його рідне місто Бостон. Боги Землі побачили місто снів Картера і переселилися туди, покинувши Кадат і свої обов'язки.
Вражений рішучістю Картера, Ньярлатотеп дозволяє Картеру потрапити до міста, щоб відкликати земних богів, але Картер надто пізно розуміє, що Ньярлатотеп насміявся з нього і обдурив, і його доставляють до двору Азатота у центрі всесвіту.
Спочатку Картер вважає себе приреченим, та раптом згадує, що він знаходиться уві сні, і прокидається.
Ньярлатотеп розмірковує над своєю поразкою в чертогах Кадату, роздратовано докоряючи «лагідним богам Землі», яких він повернув з присмеркового міста.

## Персонажі
Лавкрафт включив до «Сновидних пошуків незвіданого Кадата» елементи та персонажів із попередніх історій, на багато з яких вплинув лорд Дансейні, хоча вони не завжди зображуються однаковим чином .
Рендольф Картер
Рендольф Картер має здатність потрапляти до світу снів,  які являють собою альтернативний вимір, доступний через сни. Він з'являється в кількох інших оповіданнях Лавкрафта: «Свідчення Рендольфа Картера», «Неназиване», «Срібний ключ» і «Крізь браму срібного ключа». Цей персонаж оснований на особистості самого автора і представляє його філософські погляди .
Річард Пікман
Річард Аптон Пікман постає в образі упиря. Цей персонаж вперше з'явився в «Натурі для Пікмана» (1927), де він був ще живим художником-людиною. У оповіданні Лавкрафта «Історія Некрономікону» повідомляється, що він зник разом із примірником «Некрономікону», що належав його родині, у 1926 році.
Священик Атал
Священик Атал з'являється як хлопчик і юнак у двох попередніх оповіданнях, «Коти Ултара» (1920) та «Інші боги» (1933), які повністю описують місця та події, про які згадується у «Сновидних пошуках незвіданого Кадата» .
Ньярлатотеп
Ньярлатотеп, повзучий хаос, часто згадується в оповіданнях Лавкрафта з циклу Міфів Ктулху, але його поява у цій повісті — це єдиний випадок, коли Ньярлатотеп цілеспрямовано взаємодіє з будь-яким із людських персонажів Лавкрафта. Ньярлатотеп також з'являється в циклі сонетів «Гриби з Юґґота».
Ноденс
Ноденс (старший бог) також описаний в оповіданні «Таємничий будинок у туманній височині». Фріц Лайбер писав, що боги в художній літературі Лавкрафта зазвичай зображуються як «зловмисні або, в кращому випадку, жорстоко байдужі». Ноденс є винятком із цього правила, і, за словами Лайбера, це може бути спробою пояснити, чому зловмисніші боги не захопили людство .
Куранес
Куранес був представлений у оповіданні «Селефаїс» (1920) як людина, яка покинула своє земне життя на користь Світу снів .

## Натхнення
Подібно до фрагменту роману Лавкрафта «Азатот» (1922, опублікований у 1938), повість «Сновидні пошуки незвіданого Кадата», схоже, була створена під впливом повісті «Ватек», написаної у 1786 році Вільямом Томасом Бекфордом. 
Ця повість «також є екзотичним фентезі, написаним без поділу на розділи». 
Такі критики, як Вілл Мюррей і Девід Е. Шульц, фактично припустили, що «Сновидні пошуки» — це, по суті, друга спроба завершити недописаний роман «Азатот».
Хоча часто згадується вплив фантазій лорда Дансейні на Цикл Снів Лавкрафта, Роберт М. Прайс стверджує, що безпосереднішою моделлю для «Сновидних пошуків» є шість романів Едгара Райса Берроуза про Марс («Барсум»), які було опубліковано в 1927 році. 
Проте було відзначено, що між Джоном Картером, класичним героєм бойовика,  видатним воїном і рятівником принцес, і Рендольфом Картером, меланхолійною постаттю, тихою та споглядальною, який фактично ніколи не бореться проти своїх ворогів, потрапляє в полон кілька разів, і якому потрібні друзі, які б знову і знову його рятували, мало спільного .
В іншому місці Прайс стверджує, що «Дивовижний Чарівник країни Оз» Л. Френка Баума (1900) також суттєво вплинув на сюжет «Сновидних пошуків», вказуючи, що в обох книгах головний герой врешті-решт обирає повернутися «додому» як у найкраще місце для життя.
Енциклопедія Г. Ф. Лавкрафта згадує «Мармурового фавна» та «Велике кам’яне обличчя» Натаніеля Готорна як твори, що вплинули на повість .

## Сприйняття
«Сновидні пошуки» викликали широкий спектр реакцій: «деякі любителі творчості ГФЛ вважали цей твір майже нечитабельним, а інші... порівнювали його з книгами про Алісу та фантазіями Джорджа Макдональда» .
Джоанна Расс назвала повість «Сновидні пошуки» «чарівною... але, на жаль, так ніколи не й переписаною і не відшліфованою» .
Сам Лавкрафт відзначав, що «цей текст написаний не дуже добре, але він є корисною практикою для подальших і серйозніших спроб написати роман». Під час написання він висловлював занепокоєння тим, що «пригоди Рендольфа Картера, можливо, досягли такої точки, що набридли читачеві, або сама по собі велика кількість химерних образів могла унеможливити здатність будь-якого окремого образу справляти бажане враження дивного» .
У 1948 році Артур Кларк надіслав лорду Дансейні примірник The Arkham Sampler, у якому була надрукована частина  «Сновидних пошуків». Дансейні відповів: «Я бачу, що Лавкрафт запозичив мій стиль, і не ображаюся на нього за це».